# Emmanuel Dabbaghian
Emmanuel Dabbaghian ICPB (ur. 26 grudnia 1933 w Aleppo, zm. 13 września 2018 w Bejrucie) – duchowny ormiańskokatolicki, w latach 2007–2017 arcybiskup Bagdadu.

## Życiorys
Święcenia kapłańskie przyjął 25 grudnia 1967 w Instytucie Duchowieństwa Patriarchalnego z Bzommar. Był m.in. rektorem seminariów w Bejrucie i Aleppo, proboszczem ormiańskich parafii w Libanie i Gruzji, a także syncelem (wikariuszem biskupim) ordynariusza Europy Wschodniej dla Gruzji.
26 stycznia 2007 papież Benedykt XVI zatwierdził decyzję Synodu Kościoła Ormiańskiego, który wybrał ks. Dabbaghiana na arcybiskupa Bagdadu. Sakry udzielił mu 4 sierpnia 2007 ówczesny katolikos Nerses Bedros XIX.
9 października 2017 przeszedł na emeryturę. Zmarł niecały rok później, 13 września 2018.